# USS Starlight
El USS Starlight (AP-175) fue un transporte auxiliar de la clase Storm King de la Armada de los Estados Unidos que estuvo en servicio entre 1944 y 1945. Fue diseñado como un transporte de tropas. Después de su servicio naval se convirtió en el buque de carga civil SS Badger State. Se hundió en enero de 1970 después de una explosión de un cargamento de municiones el 26 de diciembre de 1969, con la pérdida de 26 de sus 40 tripulantes.

## Hundimiento
En 1969, el Badger State fue contratado por el Servicio de Transporte Marítimo Militar y partió de la Estación Naval de Armas de Bangor en Bremerton, Washington, alrededor del 12 de diciembre de 1969 con destino a Da Nang, Vietnam del Sur, con una carga completa de 8.900 bombas, cohetes, proyectiles de artillería y minas para su uso en la Guerra de Vietnam. Mientras el barco atravesaba el Océano Pacífico Norte, se encontró con un mal tiempo aproximadamente a 550 millas náuticas (1.019 km) al norte del atolón de Midway el 17 de diciembre de 1969 y comenzó a balancearse fuertemente con las crecientes olas y los vientos aulladores. A medida que el barco se balanceaba de un lado a otro, las bandas de sujeción de su peligrosa carga comenzaron a ceder, amenazando con dejar que las bombas se soltaran a bordo, lo que significaba la destrucción casi segura del barco y la pérdida de su tripulación. En una carrera para volver a asegurar la carga en medio de una gran tormenta, la tripulación del Badger State utilizó todo lo que pudo para apuntalar la peligrosa carga de municiones, incluidos colchones, escotillas, chalecos salvavidas de repuesto, sillas, ropa de cama, provisiones, líneas de amarre e incluso carne congelada.
Durante los nueve días siguientes, la lucha por salvar el barco continuó mientras era azotado por un clima feroz. Su capitán, Charles T. Wilson, intentó varias maniobras diferentes para minimizar el movimiento lateral del barco en mares de 20 pies (6,1 metros). Todos los esfuerzos por asegurar la peligrosa carga fueron ineficaces, ya que las bombas atravesaron los materiales que las bloqueaban y apuntalaban y comenzaron a rodar libremente alrededor del barco, golpeando su casco interior con suficiente fuerza para perforar agujeros y permitir que el agua entrara en el barco. Los aterrorizados miembros de la tripulación continuaron haciendo todo lo posible para evitar o reducir el movimiento de la carga hasta la mañana del 26 de diciembre de 1969, cuando una sola bomba detonó en la bodega de carga número 5.
Aunque la explosión no fue una detonación de fuerza completa, abrió un agujero de 12 por 8 pies (3,7 por 2,4 metros) en el costado de estribor del Badger State y provocó un gran incendio en su popa. La orden de abandonar el barco se dio de inmediato a pesar del mal tiempo persistente, que azotaba el barco con olas de 25 pies (7,6 metros) y vientos de 40 nudos (74 km). Apenas la tripulación había desatado dos balsas salvavidas de goma cuando los vientos aulladores las arrancaron de la cubierta del barco. Otras dos balsas salvavidas de goma fueron bajadas al agua, solo para volcarse y arrojar a dos hombres al agua. Como las balsas de goma habían desaparecido y los dos botes salvavidas del barco habían sido dañados por el alta mar, 35 hombres (toda la dotación del barco excepto el capitán Wilson y una tripulación mínima de cinco hombres que se ofrecieron como voluntarios para permanecer a bordo) tuvieron que apretujarse en el único bote salvavidas que quedaba.
El bote salvavidas estaba siendo bajado al agua por el costado de estribor del barco cuando pasó por el enorme agujero abierto en el casco del barco , donde los hombres del bote podían ver claramente todo el cargamento de bombas rodando de un lado a otro en la bodega, que todavía estaba en llamas. Cuando el bote salvavidas tocó la superficie del agua, una ola lo estrelló inmediatamente contra el casco del Badger State. El impacto de la ola y el bote salvavidas también sacudió una bomba de 2000 libras (907 kg) suelta de la bodega número 5 del Badger State. La bomba rodó por el fondo de la bodega y salió directamente del agujero en el casco del barco, y aterrizó en el costado del bote salvavidas lleno, volcándolo y enviando a los 35 hombres al agua a 48 grados F (6 grados C).
El capitán Wilson y la tripulación mínima que todavía estaba a bordo del Badger State inmediatamente lanzaron cabos a los hombres en el agua en un intento de salvarlos, y dirigieron el carguero griego Khian Star, que había llegado al lugar en respuesta a la llamada de socorro del Badger State, hacia los hombres, que ahora estaban dispersos en el agua alrededor del Badger State. El rescate en los mares agitados resultó casi imposible, ya que muchos de los hombres en el agua fueron arrastrados por las olas mientras eran sacados a las cubiertas del Khian Star. Al amanecer del 27 de diciembre de 1969, el Khian Star había recuperado solo a 14 de los hombres que habían estado en el bote salvavidas; los otros 21 nunca fueron vistos con vida nuevamente.
En ese momento, los incendios a bordo del Badger State estaban empezando a provocar otras municiones, y la carga de las dos bodegas delanteras se había soltado y corría el riesgo de detonar en cualquier momento. Después de enviar un último mensaje desde el barco, el capitán Wilson y el resto de su tripulación abandonaron el barco y nadaron hacia Khian Star a través de mares de 6,1 metros de profundidad. De los cinco hombres, solo tres sobrevivieron a la travesía. El capitán Wilson estaba entre los supervivientes.
Ahora totalmente abandonado e impotente, el Badger State fue consumido lentamente por el fuego desde la popa hacia adelante, y fue sacudido por numerosas detonaciones mientras navegaba a la deriva por el Pacífico Norte durante los siguientes diez días. Los barcos de la Armada de los EE. UU. llegaron al lugar para evaluar la situación y estudiar la posibilidad de salvar el barco y lo que quedaba de su carga, pero el fuego y las explosiones llevaron a la decisión de hundir el Badger State con disparos como peligro para la navegación. Sin embargo, cuando el remolcador oceánico de la flota USS Abnaki (ATF-96) comenzó a acercarse al Badger State para abrir fuego, el Badger State se partió y se hundió el 5 de enero de 1970. Veintinueve miembros de su tripulación habían muerto en el desastre.
Posteriormente, el Secretario de Transporte de los Estados Unidos otorgó la Mención de Buque Valiente de la Marina Mercante al Khian Star por sus esfuerzos para ayudar a los sobrevivientes del Badger State.